# John Beaumont (poeta)
John Beaumont (Grace Dieu Manor, 1583 – Londra, 1627) è stato un poeta inglese.

## Biografia

### Primi anni e formazione
Secondogenito del giudice sir Francis Beaumont, John Beaumont nacque a Grace Dieu nel Leicestershire nel 1583. La morte di suo padre, nel 1598, e del fratello maggiore, sir Henry Beaumont, nel 1605, fece del poeta il capo famiglia, fratello maggiore di Francis Beaumont, il drammaturgo.
Dopo aver studiato all'Università di Oxford, dal 1597, ed essere stato ammesso all'Inner Temple, studiò legge ma si stabilì nel Priorato di Grace Dieu, dal 1605, perché era un cattolico romano che si era pentito.

### Carriera
Poeta inglese il cui lavoro contribuì a stabilire il distico eroico come forma di versetto dominante. Le sue opere più importanti sono la sua opera d'esordio La metamorfosi del tabacco (The Metamorphosis of Tobacco, 1602), un poema eroico, nel quale con largo impiego di allusioni e argomentazioni mitologiche, geografiche e pseudoscientifiche, Beaumont elogiò l'apprezzata pianta importata dall'America in Europa nel XVI secolo, al quale due anni più tardi Giacomo I d'Inghilterra gli oppose il poemetto Bordata di rimando contro il tabacco (A Counterblast to Tobacco); Il campo di battaglia di Boswoth (Bosworth Field, 1629), un lungo poema storico a carattere politico, sulla battaglia di Bosworth Field (1485), pubblicato postumo con altre composizioni in versi, tra le quali si distinguono per fervore quelle di carattere religioso; Il teatro di Apollo (The Theatre of Apollo, 1625), un intrattenimento di corte.

### Lavori più rilevanti
Tra le opere di Beaumont la più menzionata risulta Alla sua defunta Maestà circa la vera forma della poesia inglese (To His Late Majesty concerning the True Form of English Poetry), pubblicata nel 1629, ma scritta probabilmente subito dopo la pubblicazione dell'opera di Giacomo I, nel 1616. In questa opera Beaumont criticò l'irregolarità dei ritmi e l'imperfezione delle rime presenti nelle poesie del suo tempo, raccomandando ed esemplificando con i suoi stessi versi quel tipo di distico di pentapodie giambiche a rima baciata che verrà in seguito definito distico eroico.
Un altro scritto importante fu una composizione in dodici libri intitolata La corona di spine (The Crown of Thornes), un lavoro che per secoli era andato perduto.

### Premi e onorificenze
John Beaumont fu nominato baronetto nel gennaio 1626.

## Opere
- La metamorfosi del tabacco (The Metamorphosis of Tobacco, 1602);
- Il campo di battaglia di Boswoth (Bosworth Field, 1629);
- Il teatro di Apollo (The Theatre of Apollo, 1625);
- Alla sua defunta Maestà circa la vera forma della poesia inglese (To His Late Majesty concerning the True Form of English Poetry, 1629).